# The Undertones (album)
Pour le groupe, voir The Undertones.
Albums de The Undertones
Hypnotised
(1980)
The Undertones, sorti en 1979, est le premier album du groupe The Undertones.

## Titres
1. Family Entertainment (Damian O'Neill) - 2:37
2. Girls Don't Like It (John O'Neill) - 2:18
3. Male Model (John O'Neill) - 1:54
4. I Gotta Getta (John O'Neill) - 1:53
5. Teenage Kicks (John O'Neill) - 2:25
6. Wrong Way (John O'Neill) - 1:23
7. Jump Boys (John O'Neill) - 2:40
8. Here Comes The Summer (John O'Neill) - 1:42
9. Get Over You (John O'Neill) - 2:44
10. Billy's Third (Billy Doherty) - 1:57
11. Jimmy Jimmy (John O'Neill) - 2:41
12. True Confessions (John O'Neill) - 1:52
13. (She's) Rundaround (John O'Neill) - 1:48
14. I Know A Girl (John O'Neill) - 2:35
15. Listenin In (John O'Neill) - 2:24
16. Casbah Rock (John O'Neill) - 0:47

La réédition en CD contient 7 titres bonus :
1. Smarter Than You (John O'Neill) - 1:35
2. Emergency Cases (John O'Neill) - 1:52
3. Top Twenty (John O'Neill) - 2:11
4. Really Really (John O'Neill) - 1:51
5. Mars Bars (John O'Neill) - 2:07
6. She Can Only Say No (John O'Neill) - 0:51
7. One Way Love (John O'Neill) - 2:12